# Baby Ruth

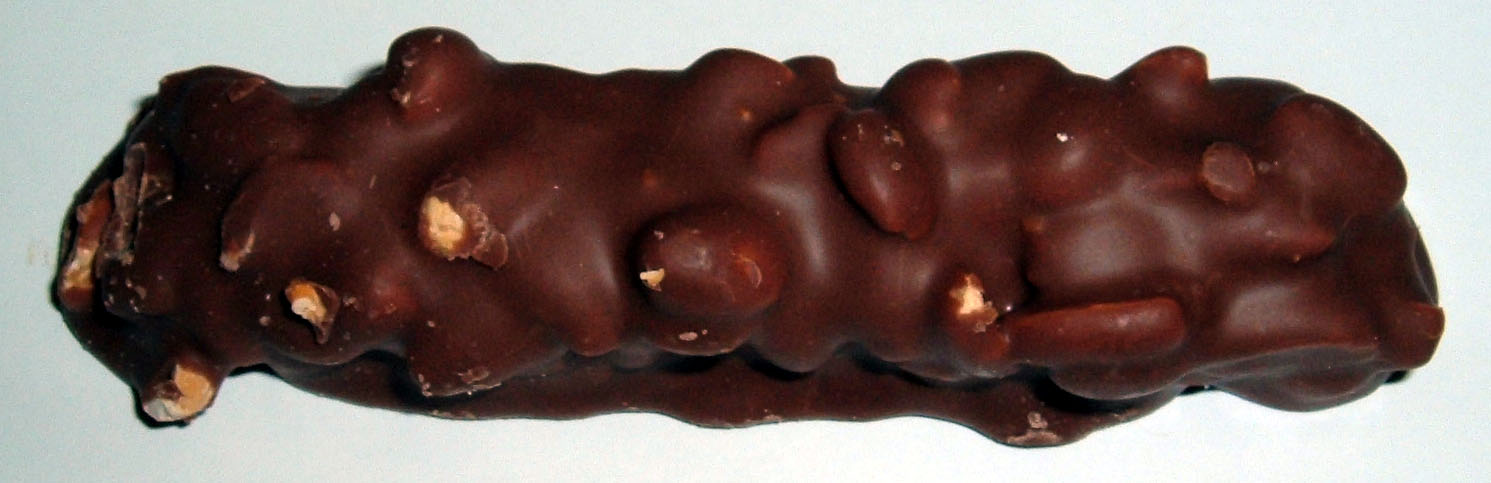
Baby Ruth

Baby Ruth é uma barra de chocolate coberta de amendoim e nougat produzida pela Nestlé nos Estados Unidos. Seu nome não é inspirado no jogador de beisebol Babe Ruth, um dos primeiros astros daquele esporte, mas na única pessoa a nascer na Casa Branca, a filha do presidente Grover Cleveland, o bebê (baby) Ruth.